# Catherine Plunkett
Catherine Plunkett (Dublín (Irlanda), 1725 - [...?]) fou la primera dona violinista de que se'n tingui notícia.
Plunkett aconseguí grans triomfs a Londres en l'època dels seus principis vers el 1743/44. Havia estudiat a Dublín amb el professor Matthew Dubourg. Poc temps després dels seus concerts londinencs, desaparegué de la vida artística, sense que se sàpigues res més d'ella.